# Jason X
Jason X (titlu original: Jason X) este un film american SF de groază din 2001 regizat de James Isaac.

## Distribuție
- Kane Hodder - Jason Voorhees / Uber Jason
- Lexa Doig - Rowan LaFontaine
- Lisa Ryder - Kay-Em 14
- Chuck Campbell - Tsunaron Peyton
- Melyssa Ade - Janessa Zachary
- Peter Mensah - Sergeant Elijah Brodski
- Melody Johnson - Kirra "Kinsa" Cooper
- Derwin Jordan - Waylander
- Jonathan Potts - Professor Brandon Lowe
- Phillip Williams - Trevor Crutchfield "Crutch"
- Dov Tiefenbach - Azrael Benrubi
- Kristi Angus - Adrienne Thomas
- Dylan Bierk - Private Briggs
- Amanda Brugel - Private Geko
- Yani Gellman - Stoney
- Todd Farmer - Private Dallas
- Thomas Seniuk - Private Sven
- Steve Lucescu - Private Condor
- David Cronenberg - Dr. Aloysius Wimmer
- Robert A. Silverman - Dieter Perez
- Marcus Parilo - Sgt. Marcus
- Boyd Banks - Louis "Fat Lou" Goddard
- Jeff Geddis - Soldier #1(Private Samuel Johnson)